# Pegu
Pegu o Bago (birmano: ပဲခူးမြို့ [bəɡó mjo̰]) es una ciudad de Birmania, capital de la región de Bago en el centro-sur del país. Dentro de la región, es la capital del distrito de Bago y del municipio de Bago.
Es la quinta ciudad más poblada del país. En 2014 tenía una población de 254 424 habitantes, algo más de la mitad de la población municipal.

## Geografía
Pegu se ubica en la parte sur central del país de Birmania. Está bordeada por la región de Magway y la región de Mandalay en el norte, el estado de Kayin, el estado de Mon y el Golfo de Martaban al este, la región de Rangún en la parte sur y la región de Ayeyarwady y el estado de Rakhine, en la parte oeste.

## Historia

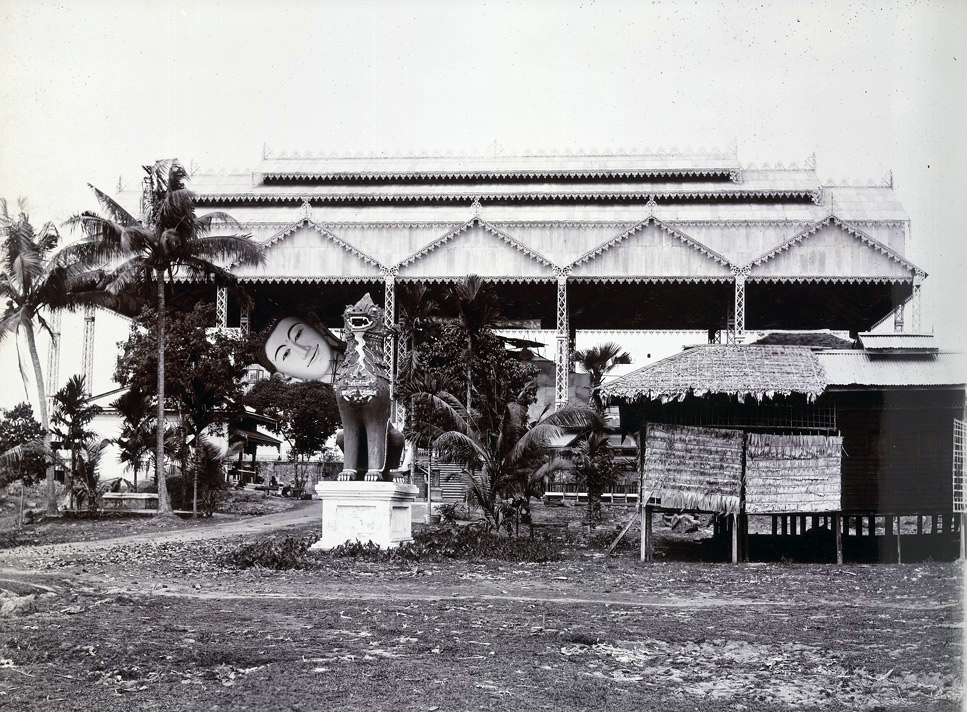
Imagen histórica de principios del siglo en Pegu, Birmania.

Pegu fue la capital del reino Mon y se encuentra rodeado por las ruinas de su antigua muralla y el foso, que formaban un cuadrado, con lados de 2,4 km. El trazado del ferrocarril Yangon-Mandalay es el comienzo de una línea de la rama sureste a lo largo del Golfo de Martaban, una de las entradas de la Bahía de Bengala y tiene amplias conexiones por carretera desde todas las direcciones.
Pegu es un importante núcleo recolector de arroz y madera y tiene numerosos molinos de arroz y aserraderos.
Abundan en Pegu lugares religiosos y se encuentran los restos de su antiguo palacio, al noreste de Yangon en la antigua carretera a Mandalay. Fue antiguamente capital del sur de Birmania y se encuentran una gran densidad de budas y templos.
Muchos de los monumentos de Bago tienen muchos siglos de antigüedad, pero se encuentran en un prefecto estado debido a las extensas y cuidadosas restauraciones a las que han sido sometidas.
En 1911, Hanthawaddy describió un distrito de Pegu (o Bago) en una división de la Baja Birmania. Se encontraba en el distrito natal de Yangon, de la que la ciudad se separó para formar un distrito completamente separado en el año 1880. Tenía un área total de 7830 kilómetros cuadrados, con una población de 48 400 habitantes aproximadamente en el año 1901, con un incremento poblacional del 22% en la última década. Hanthawaddy y Hinthada fueron los dos distritos más densamente poblados de toda la provincia.

## Clima
| Parámetros climáticos promedio de Bago, Myanmar (1981–2010) | Parámetros climáticos promedio de Bago, Myanmar (1981–2010) | Parámetros climáticos promedio de Bago, Myanmar (1981–2010) | Parámetros climáticos promedio de Bago, Myanmar (1981–2010) | Parámetros climáticos promedio de Bago, Myanmar (1981–2010) | Parámetros climáticos promedio de Bago, Myanmar (1981–2010) | Parámetros climáticos promedio de Bago, Myanmar (1981–2010) | Parámetros climáticos promedio de Bago, Myanmar (1981–2010) | Parámetros climáticos promedio de Bago, Myanmar (1981–2010) | Parámetros climáticos promedio de Bago, Myanmar (1981–2010) | Parámetros climáticos promedio de Bago, Myanmar (1981–2010) | Parámetros climáticos promedio de Bago, Myanmar (1981–2010) | Parámetros climáticos promedio de Bago, Myanmar (1981–2010) | Parámetros climáticos promedio de Bago, Myanmar (1981–2010) |
| Mes                                                         | Ene.                                                        | Feb.                                                        | Mar.                                                        | Abr.                                                        | May.                                                        | Jun.                                                        | Jul.                                                        | Ago.                                                        | Sep.                                                        | Oct.                                                        | Nov.                                                        | Dic.                                                        | Anual                                                       |
| ----------------------------------------------------------- | ----------------------------------------------------------- | ----------------------------------------------------------- | ----------------------------------------------------------- | ----------------------------------------------------------- | ----------------------------------------------------------- | ----------------------------------------------------------- | ----------------------------------------------------------- | ----------------------------------------------------------- | ----------------------------------------------------------- | ----------------------------------------------------------- | ----------------------------------------------------------- | ----------------------------------------------------------- | ----------------------------------------------------------- |
| Temp. máx. media (°C)                                       | 31.6                                                        | 34.0                                                        | 36.2                                                        | 38.1                                                        | 34.3                                                        | 30.1                                                        | 29.7                                                        | 29.6                                                        | 30.8                                                        | 30.7                                                        | 32.2                                                        | 31.0                                                        | 32.4                                                        |
| Temp. mín. media (°C)                                       | 15.8                                                        | 17.2                                                        | 20.2                                                        | 23.1                                                        | 23.4                                                        | 22.7                                                        | 22.7                                                        | 22.6                                                        | 22.8                                                        | 23.0                                                        | 20.9                                                        | 16.9                                                        | 20.9                                                        |
| Lluvias (mm)                                                | 1.3                                                         | 2.7                                                         | 13.5                                                        | 44.1                                                        | 333.9                                                       | 654.0                                                       | 716.9                                                       | 653.4                                                       | 436.3                                                       | 183.7                                                       | 48.7                                                        | 1.3                                                         | 3089.8                                                      |
| Fuente: Norwegian Meteorological Institute                  |                                                             |                                                             |                                                             |                                                             |                                                             |                                                             |                                                             |                                                             |                                                             |                                                             |                                                             |                                                             |                                                             |

## Patrimonio
|                                               |
| Estatuas en el interior de un templo de Pegu. |

|                                             |
| Vista exterior del templo de Mahazedi Paya. |

|                                             |
| Vista exterior del templo de Mahazedi Paya. |

|                              |
| Pagoda de Shwezigon de Pegu. |